# Торкна
Торкна (укр. Торкна) — левый приток Десны, протекающий по Новгород-Северскому (Черниговская область, Украина) и Шосткинскому районах (Сумская область, Украина).

## География
Длина — 17 км. Площадь водосборного бассейна — км². Русло реки (отметки уреза воды) в среднем течении (село Бирино) находится на высоте 132,6 м над уровнем моря.
Русло извилистое, шириной 6 м и глубиной 1 м. Русло в верхнем течении выпрямлено в канал (канализировано), шириной 6 и глубиной 0,8 м. Примыкает несколько одиночных каналов.
Река берёт начало северо-восточнее села Прокоповка (Новгород-Северский район) на административной границей Сумской и Черниговской областей. Река течёт на запад. Впадает в Десну (между 535-м и 543-м км от её устья) восточнее села Леньков (Новгород-Северский район).
Пойма занята лесами (доминирование сосны, нижнее течение) и заболоченными участками с лугами. В верхнем течении создан гидрологический заказник местного значения Болото Смелявницкое.
Притоки: нет крупных.
Населённые пункты на реке:
1. Бирино